# Ugo Parodi di Belsito
Ugo Parodi  Giustino di Belsito (La Spezia, 27 maggio 1878 – Palermo, 11 dicembre 1942) è stato un militare e politico italiano.

## Biografia
Figlio di Fortunato Parodi (Palermo, 5 maggio 1835 - ivi, XX secolo), duca di Belsito, ingegnere e tenente generale a riposo, e di Maria Antonia Giusino Paternò.  
Ufficiale di carriera, fu tenente colonnello d'artiglieria nella prima guerra mondiale, e fu decorato di due medaglie d'argento al valor militare e di due croci di guerra.
Sposò nel 1903 la principessa Elisabetta Valguarnera e Favara dei Principi di Niscemi, da cui ebbe due figli: Fortunio (il cui figlio Bent Parodi è stato noto studioso di esoterismo e storia delle religioni) e Corrado. 
Cavaliere della Corona d'Italia, fu segretario federale del Partito Nazionale Fascista di Palermo dal 1927 al 1929 e vice podestà di Palermo nello stesso periodo, dopo la crisi del partito locale dovuta all'opera del prefetto Cesare Mori. Fu anche presidente del consorzio di bonifica dell'Alto e medio Belice
Arrivò al grado di generale di divisione. Nel 1929 fu eletto deputato alla Camera nel listone Fascista e riconfermato nel 1934. Nel 1939 fu consigliere nazionale della Camera dei Fasci e delle Corporazioni fino alla morte per polmonite nel 1942.